# Monomorium butteli
Monomorium butteli är en myrart som beskrevs av Auguste-Henri Forel 1913. Monomorium butteli ingår i släktet Monomorium och familjen myror.

## Underarter
Arten delas in i följande underarter:
- M. b. butteli
- M. b. demochrum